# Janusz Kupcewicz
Janusz Kupcewicz est un footballeur polonais né le 9 décembre 1955 à Gdańsk et mort le 4 juillet 2022 à Gdynia.
Ce milieu offensif participe à la Coupe du monde 1978 puis à la Coupe du monde 1982 avec l'équipe de Pologne.

## Carrière
- 1970-1974 : Stomil Olsztyn  Pologne
- 1974-1982 : Arka Gdynia  Pologne
- 1982-1983 : Lech Poznań  Pologne
- 1983-1985 : AS Saint-Étienne  France
- 1985-1986 : AEL Larissa  Grèce
- 1986-1988 : Lechia Gdańsk  Pologne
- 1988-1989 : Adanaspor  Turquie[2],[3]

## Palmarès
- 20 sélections et 5 buts avec l'équipe de Pologne entre 1976 et 1983[4].
- Champion de Pologne en 1983 avec le Lech Poznań
- Vainqueur de la Coupe de Pologne en 1979 avec l'Arka Gdynia